# Werner Heun

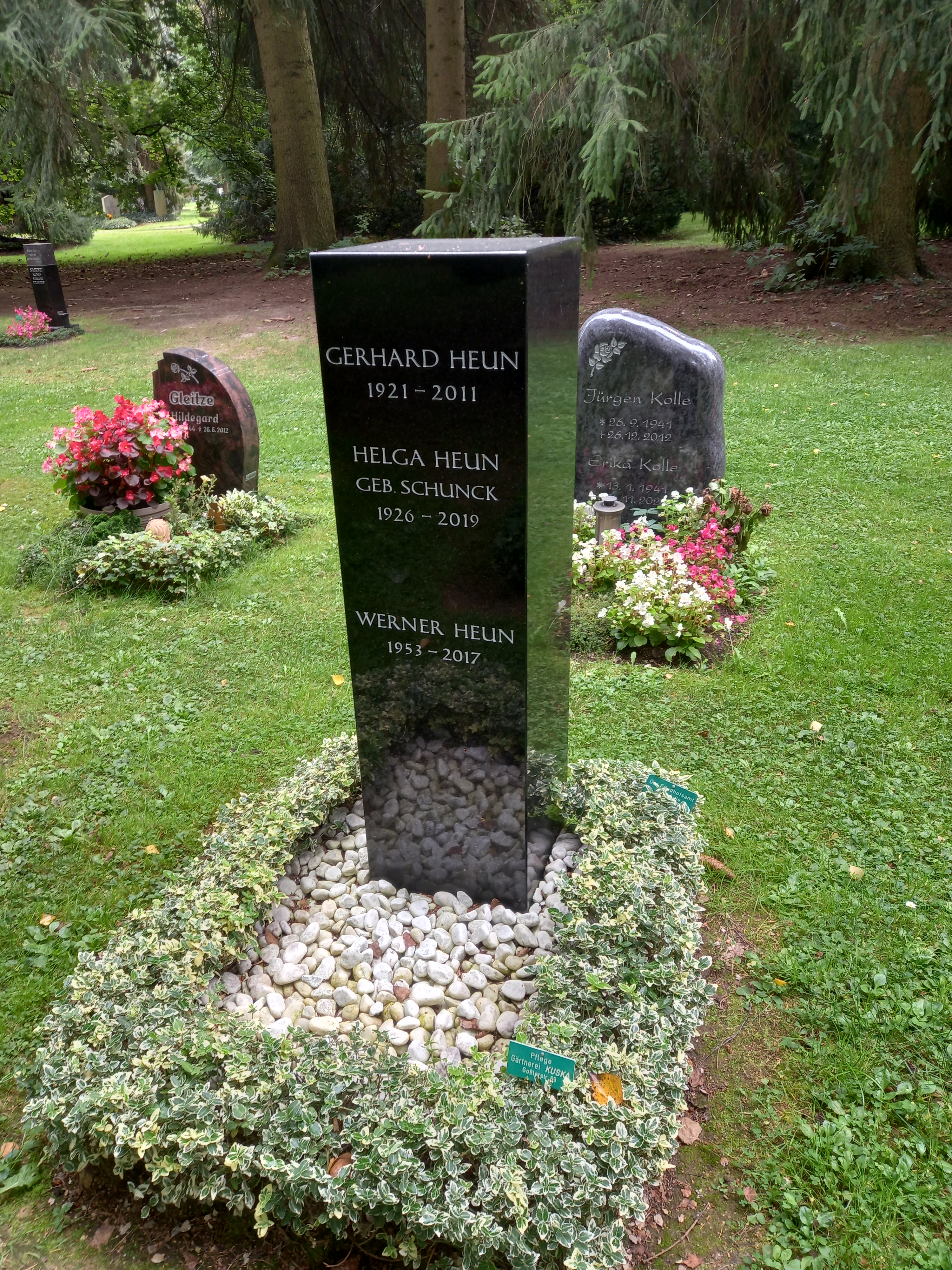
Das Grab von Werner Heun auf dem Stadtfriedhof Göttingen

Werner Heun (* 25. September 1953 in Frankfurt am Main; † 20. September 2017 in Göttingen) war ein deutscher Rechtswissenschaftler.

## Leben und Wirken
Werner Heun besuchte von 1964 bis 1972 das Georgii-Gymnasium Esslingen, an dem er das Abitur ablegte. Von 1972 bis 1977 studierte er Rechtswissenschaften an den Universitäten Lausanne und Würzburg. In Lausanne schloss er sich 1972 der Studentenverbindung Germania Lausanne an. Seine Staatsexamina legte er 1977 und 1980 ab. Im Anschluss an sein Referendariat arbeitete Heun kurzzeitig als Wissenschaftliche Hilfskraft bei Martin Kriele an der Universität zu Köln. Von 1980 bis 1983 war er Wissenschaftlicher Mitarbeiter von Klaus Schlaich am Kirchenrechtlichen Institut der Universität Bonn und zugleich Freier Mitarbeiter einer Anwaltskanzlei. 1983 wurde Heun bei Georg Brunner in Würzburg mit der Arbeit Das Mehrheitsprinzip in der Demokratie. Grundlagen – Struktur – Begrenzungen promoviert. Von 1983 bis 1989 wirkte Heun an der Universität Bonn als Hochschulassistent bei Klaus Schlaich. Dort folgte 1988 seine Habilitation mit der Schrift Staatshaushalt und Staatsleitung. Das Haushaltsrecht im parlamentarischen Regierungssystem des Grundgesetzes.
Im Wintersemester 1988/89 vertrat Heun eine Professur für Öffentliches Recht an der Universität Köln, im Sommersemester 1989 an der Universität Bielefeld. In den beiden folgenden Semestern vertrat er eine Professur an der Universität Hamburg. Von Dezember 1990 bis zu seinem Tod 2017 war Heun Professor an der Universität Göttingen, seit August 1991 zudem Direktor des dortigen Instituts für Allgemeine Staatslehre und Politische Wissenschaften.
2008 wurde ihm der Ehrendoktortitel der Eötvös-Loránd-Universität Budapest verliehen. 2013 wurde Heun zum Mitglied des Niedersächsischen Staatsgerichtshofs in Bückeburg berufen. Seit 2012 war er ordentliches Mitglied der Akademie der Wissenschaften zu Göttingen. Er war Mitglied der Vereinigung für Verfassungsgeschichte.
Werner Heun verstarb 2017 nach schwerer Krankheit im Alter von 63 Jahren.

## Schriften (Auswahl)
- Das Mehrheitsprinzip in der Demokratie. Grundlagen – Struktur – Begrenzungen. Duncker & Humblot, Berlin 1983.
- Staatsleitung und Staatshaushalt. Das Haushaltsrecht im parlamentarischen Regierungssystem des Grundgesetzes. Nomos, Baden-Baden 1989.
- Die Verfassungsordnung der Bundesrepublik Deutschland. Mohr Siebeck, Tübingen 2012.
- Verfassung und Verfassungsgerichtsbarkeit im Vergleich. Mohr Siebeck, Tübingen 2014.
- Herausgeber mit Frank Schorkopf: Wendepunkte der Rechtswissenschaft. Aspekte des Rechts in der Moderne. Wallstein Verlag, Göttingen 2014, ISBN 978-3-8353-1449-8.